# Pietro II Orseolo
Pietro II Orseolo (Venezia, 961 – Venezia, 1009) è stato il 26º doge del Ducato di Venezia dal 991 fino alla morte.

## Origini e famiglia

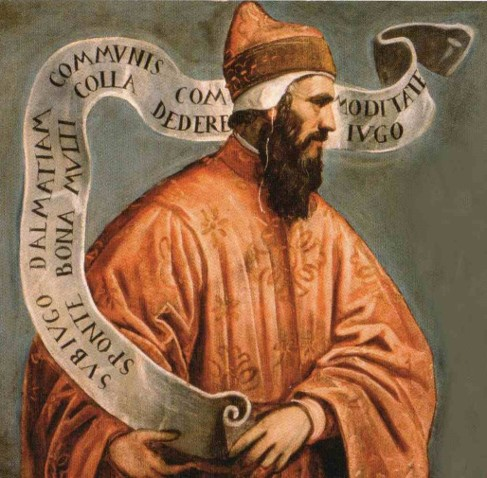
Pietro Orseolo II, Palazzo Ducale Venezia

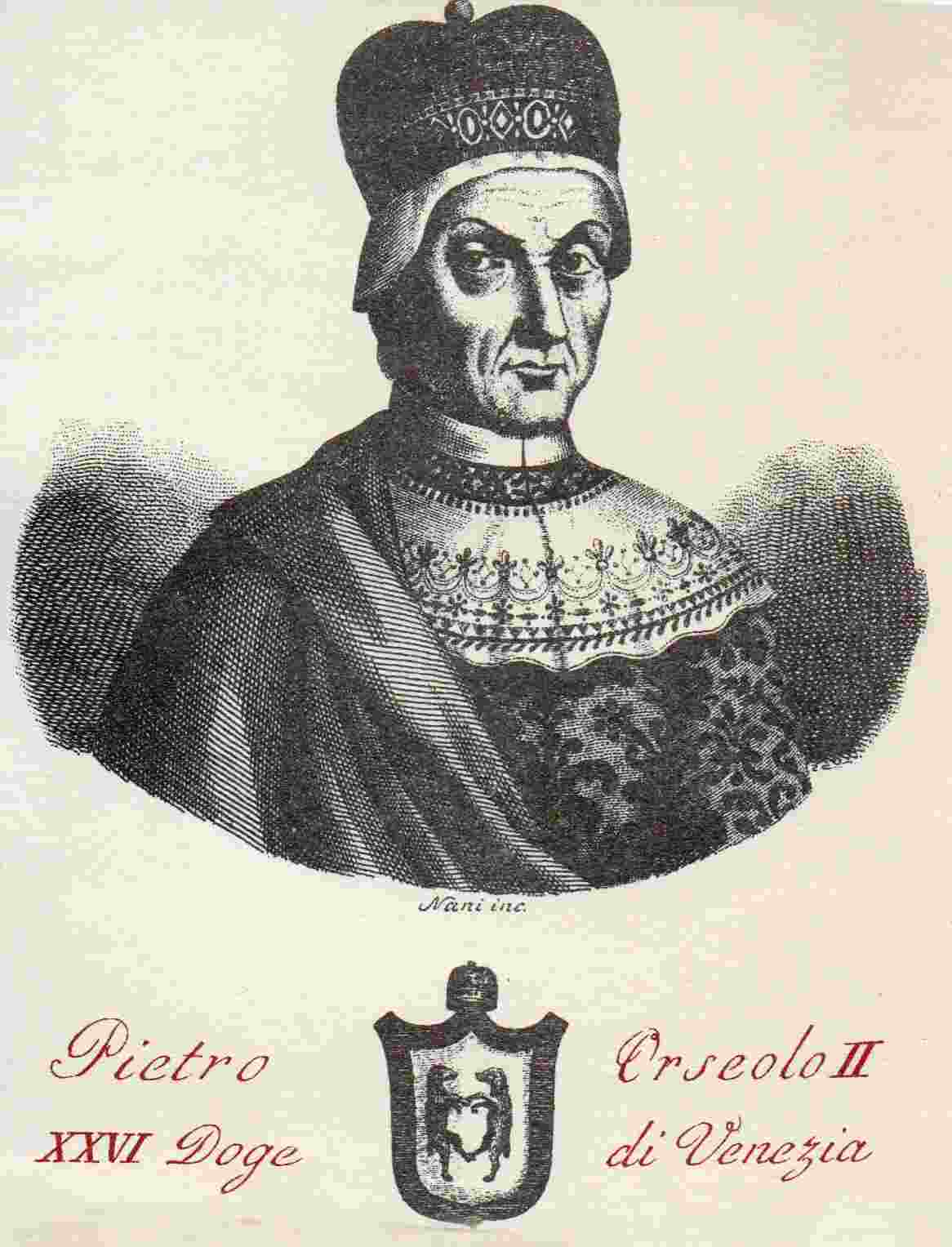

Era l'unico figlio di Pietro I Orseolo e di Felicita Malipiero (o Badoer). Nel 976 il padre era asceso sul trono ducale, ma dopo soli due anni aveva lasciato la carica per ritirarsi nell'abbazia di San Michele di Cuxa.
La prima notizia documentaria sul suo conto è del 20 dicembre 982, quando comparve tra i testimoni dell'atto di donazione dell'isola di San Giorgio Maggiore ai monaci benedettini perché vi fondassero un monastero.
Dalla moglie Maria ebbe numerosi figli, che occuparono le maggiori cariche del Ducato: Giovanni, che fu coreggente sino alla sua prematura scomparsa, Ottone, che sostituì il precedente e divenne doge alla morte del padre, Orso e Vitale, entrambi ecclesiastici, Enrico, di cui non si sa nulla se non che fu tenuto a battesimo dall'imperatore Enrico II; delle femmine si ricordano Hicela o Icella, moglie di re Stefano I di Croazia, Felicita, badessa del monastero di San Giovanni Evangelista di Torcello e altre due non note, che pure presero i voti.

## Dogado
Nel 991 venne eletto doge in sostituzione di Tribuno Memmo, costretto ad abdicare durante gli scontri tra le famiglie Coloprini e Morosini.
L'esordio dell'Orseolo fu assai felice: nei primi mesi di governo riuscì a conseguire il favore delle maggiori potenze straniere, assicurando al Ducato stabilità politica e prosperità economica. In particolare, dagli imperatori bizantini Basilio II e Costantino VIII ottenne una crisobolla, grazie alla quale i mercanti veneziani poterono godere di concessioni e privilegi; un diploma dagli analoghi contenuti venne emesso il 19 luglio 992 dall'imperatore d'Occidente Ottone III. Altri accordi vennero conclusi con alcuni vescovadi della terraferma, ovvero Treviso, Ceneda e Belluno.
Tra il 996 e il 998 fu impegnato nella crisi seguita all'occupazione di Eraclea da parte del vescovo di Belluno, Giovanni II. La discesa di Ottone III in Italia fu determinante nella risoluzione della vertenza a favore dei Veneziani e,in questa stessa occasione, l'imperatore confermò la sua alleanza con il Ducato facendo da padrino alla cresima del figlio del doge (il quale cambiò nome da Pietro a Ottone).
Il giorno dell'Ascensione dell'anno 1000 (o del 998, secondo alcuni) il doge, appoggiato da Basilio, inaugurò la sua più importante impresa, celebrata nei secoli successivi con la nota festa della Sensa. In quel giorno salpò alla testa di una consistente flotta contro i pirati narentani, che ormai da tempo ostacolavano i commerci veneziani nell'Adriatico.
L'evento ebbe soprattutto ripercussioni politiche: durante il viaggio la flotta visitò tutti i principali centri delle coste istriane e dalmate e le popolazioni locali, vessate dagli scontri tra il re croato Svetislavo e suo fratello Cresimiro, accolsero il doge con tutti gli onori, giurandogli fedeltà. Solo Lagosta oppose resistenza e dovette essere occupata con la forza. Nel luglio successivo il doge, insignito del titolo di Dux Dalmatiae, tornava vittorioso in laguna.
La spedizione non aveva sortito la conquista della regione, che rimase indiscutibilmente sotto il controllo Bizantino, ma certamente gettò le basi per l'influenza veneziana sulla sponda orientale dell'Adriatico.
L'impresa adriatica aveva rafforzato i rapporti con Costantinopoli, ma l'abilità diplomatica dell'Orseolo permise a Venezia di mantenere saldi anche i rapporti con Ottone III. Nel 1001 l'imperatore, con la scusa di certe cure termali, si era recato all'abbazia di Pomposa. Raggiunto dal funzionario ducale Giovanni diacono, fu accompagnato sino al monastero di San Servolo e poi in quello di San Zaccaria, dove incontrò segretamente il doge. Il contenuto dei colloqui rimane un mistero; si può ipotizzare che Ottone cercasse l'appoggio di Venezia per le sue iniziative in Italia, ma che l'Orseolo riuscisse a mantenere una posizione neutrale pur senza compromettere l'amicizia con il sovrano.
Nel 1002 l'Orseolo si associò al governo il giovane figlio Giovanni. Nel 1002 o 1003 guidò con successo una flotta di 100 navi contro i Saraceni che assediavano Bari da mesi. Come ringraziamento fu edificata la chiesa di San Marco dei Veneziani a Bari vecchia. Anche in questo caso l'impresa, attuata con il benestare di Basilio II, fu un successo.

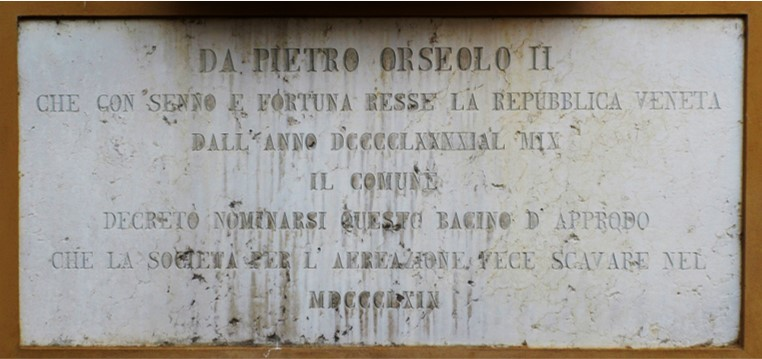
Bacino Orseolo a Venezia

L'alleanza con Bisanzio fu ulteriormente rafforzata dal matrimonio tra Giovanni Orseolo e Maria, nipote dell'imperatore. La nascita di un bambino, chiamato Basilio in onore del sovrano, avrebbe offerto nuove prospettive alla politica dell'Orseolo; ma nel 1007 padre, madre e figlio morirono, vittime di una pestilenza. Il doge si associò allora il secondo figlio, Ottone, sebbene meno dotato rispetto al fratello.
Poco dopo spirò anche il doge. Lasciò i suoi averi ai poveri e al clero e venne sepolto, accanto al figlio, nell'atrio della chiesa di San Zaccaria.
Il suo ritratto nella Sala del Maggior Consiglio di Palazzo Ducale di Venezia reca un cartiglio con una scritta in latino che  recita: "Subiugo Dalmatiam communis commoditate; / sponte bona multi colla dedere iugo. (Sottometto la Dalmazia nell’interesse del Comune, molti spontaneamente si arresero in modo pacifico)".
Il comune di Venezia ha scavato un bacino di approdo per le gondole vicino a piazza San Marco e lo ha dedicato al suo nome.